# Ajiona Alexus
Ajiona Alexus Brown (Alabama, 1996. március 16. –) amerikai színésznő, aki olyan televíziós sorozatban szerepelt, mint a The Rickey Smiley Show, az Empire és a 13 okom volt, valamint az Acrimony és a Betörés című thrillerekben is játszott. Pályafutását 12 éves korában kezdte.

## Fiatalkora
Alexus 1996. március 16-án született Tuskegee-ben (Alabama). Színművészetet az Alabamai Szépművészeti Iskolában tanult.

## Filmográfia

### Filmek
| Év   | Magyar cím    | Eredeti cím           | Szerep                 | Magyar hang  | Rendező            |
| ---- | ------------- | --------------------- | ---------------------- | ------------ | ------------------ |
| 2018 | Betörés       | Breaking In           | Jasmine Russell        | Károlyi Lili | James McTeigue     |
| 2018 | Elvetemültség | Acrimony              | Melinda Moore fiatalon |              | Tyler Perry        |
| 2018 |               | Family Blood          | Meegan                 |              | Sonny Mallhi       |
| 2017 |               | Something Like Summer | Alison Cross           |              | David Berry        |
| 2016 |               | Bad Girl              | Ruth Quinn Robinson    |              | Greg Galloway      |
| 2015 |               | My First Love         | Noelle                 |              | Mark Harris        |
| 2015 |               | Sons 2: The Grave     | Shawna Wilson          |              | Mykelti Williamson |
| 2014 |               | Unspoken Words        | Tyra                   |              | Henderson Maddox   |

### Televíziós sorozatok
| Év        | Cím                      | Eredeti cím            | Szerep          | Megjegyzés                                     |
| --------- | ------------------------ | ---------------------- | --------------- | ---------------------------------------------- |
| 2018      |                          | Runaways               | Livvie          | ismétlődő szerep; 6 epizód                     |
| 2018–2019 | Könnyű, mint a pehely    | Light as a Feather     | Candace Preston | főszerep (1. évad), vendég (2. évad); 9 epizód |
| 2017–2018 | 13 okom volt             | 13 Reasons Why         | Sheri Holland   | ismétlődő szerep; 18 epizód                    |
| 2016–2019 | Empire                   | Empire                 | Cookie Lyon     | ismétlődő szerep; 11 epizód                    |
| 2015      | Vészhelyzet: Los Angeles | Code Black             | Keesha Platt    | Epizód: #1.4 "Sometimes It's a Zebra"          |
| 2015      | A Grace klinika          | Grey's Anatomy         | Marissa McKay   | Epizód: #11.19 "Crazy Love"                    |
| 2013      |                          | Chelsea's Way          | Chelsea Mason   | minisorozat                                    |
| 2012–2014 |                          | The Rickey Smiley Show | De’Anna         | főszerep; 24 epizód                            |

## Fordítás
- Ez a szócikk részben vagy egészben  az   Ajiona Alexus című angol Wikipédia-szócikk fordításán alapul.  Az eredeti cikk szerkesztőit annak laptörténete sorolja fel. Ez a jelzés csupán a megfogalmazás eredetét és a szerzői jogokat jelzi, nem szolgál a cikkben szereplő információk forrásmegjelöléseként.